# محمد توفيق كرجكأر
محمد توفيق كرجكأر (بالتركية: Mehmet Tevfik Gerçeker)‏‏ (1898 في قراجة بك ‏ - 28 يناير 1982 في أنقرة) هو عالمٌ مسلمٌ تُركي. درس في كلية الحقوق بجامعة أنقرة ‏. تولى رئاسة منظمة الشؤون الدينية التركية في الفترة ما بين 15 أكتوبر 1964 حتى 16 ديسمبر 1965، خلفًا لحسن حسني آرديم، وتولى بعده إبراهيم بدر الدين الألمالي.